# Laurence Jerrold
Laurence Jerrold, né à Londres le 20 février 1873 et mort à Levallois le 1er novembre 1918, est un journaliste-reporter et critique d'art britannique, qui fit carrière en France.

## Biographie
Arrière-petit-fils de l'écrivain-dramaturge Douglas William Jerrold, et petit-fils du journaliste-essayiste francophile William Blanchard Jerrold, Laurence Jerrold est le premier enfant de Evelyn Douglas Blanchard Jerrold (1851-1885) et de Florence-Lucy Yapp. En 1888, il est à Paris, élève du lycée Monge.
En décembre 1894, il lance le Magazine international, avec les membres de la Société internationale artistique (3 place de Wagram, Paris), dont Otto Ackermann (1872-1953), Léon Bazalgette, et Serge Murat. Parmi les collaborateurs, on trouve Bernard Lazare.
Il confonde en 1896, avec Bernard Lazare et Achille Steens, le « Groupe d’art social », qui reprend la revue L'Art social fondée en 1891 par Gabriel de La Salle. Vers la même époque, il commence à collaborer à La Revue blanche et à The Chap-Book (H. S. Stone & Kimball, Chicago). La même année, Fernand Pelloutier lui confie des traductions. En juillet suivant, il représente le Groupe d’art social au Congrès international socialiste de Londres (International Socialist Workers and Trade Union Congress, London 1896 (en)), issu de l'Internationale ouvrière ; il se rapproche alors de la branche allemano-libertaire. Le groupe et la revue réunissent Augustin Hamon, Charles Malato, Léon Frapié, George Diamandy (en), Remy de Gourmont, Han Ryner, Charles-Louis Philippe, Lazare, Léon Cladel, etc.. 
En 1897, il commence à livrer des chroniques littéraires à L'Humanité nouvelle dirigée par Hamon. Il se rapproche ensuite de L'Œuvre d'art international animée par Marcel Clavié. À Londres, il devient le correspondant de The Artist, puis de la Monthly Review dirigée par Henry Newbolt. Membre du Pharos Club, association totalement mixte et ouverte aux idées nouvelles — antichambre du mouvement New Woman —, il participe en 1902 au lancement de la première pièce de George Bernard Shaw, The Admirable Bashville.
De mars 1905 à février 1906, il collabore aux Écrits sur l'art dirigés par René Ghil, et, jusqu'à sa mort, aux périodiques britanniques The Contemporary Review et à The Fortnightly Review (en).
Entre 1906 et 1918, il est le correspondant en France pour The Daily Telegraph. En 1906, il couvre par exemple la catastrophe de Courrières, puis, durant la Première Guerre mondiale, parcourt le front et écrit sur les relations entre les Britanniques et les Français, dont témoignent plusieurs essais.
Il épouse le 29 juin 1908 à Saint-Martin-aux-Buneaux, Germaine Leprince-Ringuet (1882-1951), dont deux fils et une fille. Il est le beau-frère de Pierre Leprince-Ringuet.
Il meurt des suites de la grippe espagnole dix jours avant l'armistice. Il est inhumé le 8 février 1919 au cimetière de Montmartre 12e division avec son épouse.

## Ouvrages publiés
- (en) The Real France, Londres, John Lane the Bodley Head, 1911.
- (en) The French and the English, Londres, Chapman and Hall, 1913.
- (en) France to-day, Londres, John Murray, 1916.
  - Traduit en français avec Magdeleine du Genestoux sous le titre La France hier et aujourd'hui, préf. de Maurice Barrès, Paris, Hachette, 1917.
- France, her people and her spirit, Indianapolis, Bobbs-Merrill Company, 1916.